# Крест «За военные заслуги» (Брауншвейг)

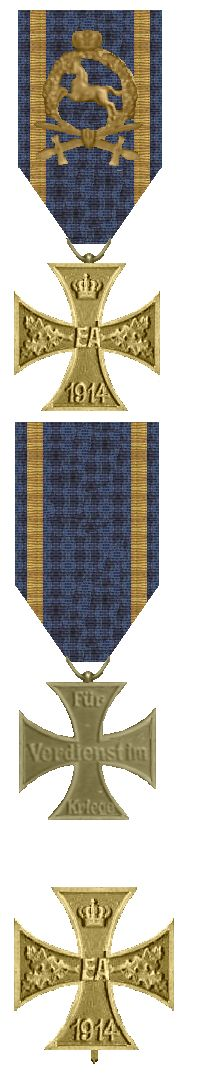

Крест «За военные заслуги» (нем. Kriegsverdienstkreuz), известный также как Крест Эрнста Августа (нем. Ernst-Augustkreuz) — военная награда времён Первой мировой войны. Крест был учреждён 23 октября 1914 года герцогом Брауншвейга Эрнстом Августом для награждения за отличие на войне вне зависимости от звания.

## Описание
23 октября 1914 года был учреждён крест для комбатантов, 17 ноября 1915 года был учреждён крест для некомбатантов. Крест вручался на синей ленте с жёлтыми полосками для комбатантов и на жёлтой ленте с синими полосками для некомбатантов.
20 марта 1918 года был учреждён крест 1 класса в виде нагрудной броши. Таким образом первоначально учреждённый крест стал крестом 2-го класса. Таким образом это уравняло награду с другими крестами Первой мировой войны, такими как прусский Железный крест.
Знак — крест из бронзы, в центре которого находится монограмма в виде буквы нем. ЕА (Ernst August). На верхнем конце креста — изображение герцогской короны, на нижнем — дата «1914». На боковых концах креста — изображение дубовых ветвей. На обратной стороне креста — надпись нем. «FÜR VERDIENST IM KRIEGE» («За заслуги на войне»), расположенная на верхнем, боковых и нижнем концах креста соответственно.
Крест 1-го класса носился на левой стороне груди без ленты, крест 2-го класса — на ленте на левой стороне груди.